# Lindsay Pearce
Lindsay Heather Pearce  (født 30. april 1991)  er en amerikansk skuespiller og sanger. Pearce er bedst kendt for at være en af finalisterne i realityshowet The Glee Project, som gav hende en tilbagevendende rolle i TV-serien Glee.

## Tidlige liv
Pearce blev født i Modesto, Californien og er et adopteret barn. Hun har medvirket i amatør shows siden en alder af tretten. For de første seks måneder af hendes liv, var hun døv, og værdsætter hendes øre for musik på grund af dette. . Lindsay har også været med i teater, siden en alder af 6.
Hun er søster til New York Red Bulls fodboldspiller Heath Pearce.

## Filmografi
| År   | Titel            | Rolle                 | Noter                              |
| ---- | ---------------- | --------------------- | ---------------------------------- |
| 2011 | The Glee Project | Deltager som sig selv | Finalist                           |
| 2011 | Glee             | Harmony               | Tilbagevendende rolle (2 episoder) |